# Дубравная улица (Москва)
Дубра́вная улица (название утверждено 21 февраля 1995 года, ранее — Проектируемый проезд № 357, № 366, № 4518) — улица в Северо-Западном административном округе города Москвы на территории района Митино.

## Местоположение
Улица пролегает с северо-востока на юго-запад, соединяя Пятницкое шоссе и улицу Зенитчиков.
Пересекает:
- Митинская улица
- Улица Барышиха

Влево отходят:
- Улица Генерала Белобородова

## Происхождение названия
Дубравная улица названа по наличию здесь лиственных лесов — дубрав.

## Здания и сооружения
Нумерация домов начинается от Пятницкого шоссе.
По нечётной стороне:
По чётной стороне:

## Транспорт
По улице проходят автобусы 32, 38, 267, 328, 356, 368, 451, 492к, 537к, 575, 852, 878к, 892, 930, 1095, 1109, 1124, с3, с11, н12.
У пересечения с Митинской улицей расположена станция метро  Митино.